# Alazne Astorga
Alazne Astorga   (Deusto, 10 de gener de 1998) és una actriu basca. Va estudiar música des de petita i toca diversos instruments. A més de treballar al teatre, també ha tingut l'oportunitat de participar en diverses websèries, a més de crear continguts didàctics per al projecte Ikusgela.